# Lívia Rév
Lívia Rév (* 5. Juli 1916 in Budapest; † 28. März 2018 in Paris) war eine ungarische Pianistin und Klavierlehrerin. Sie begann ihre Karriere 1925 und setzte sie bis ins hohe Alter fort. Sie galt als eine der besten Interpretinnen ihrer Zeit von Chopin und Debussy.
Lívia Rév wurde in einer Musikerfamilie geboren. Mit neun Jahren gewann sie den “Grand Prix des Enfants Prodiges”, einen Wettbewerb für musikalisch begabte Kinder. Mit zwölf Jahren spielte sie zum ersten Mal Klavier mit einem Orchester. Sie studierte bei Margit Varró und Klára Máthé. Später graduierte sie 1938 an der Franz-Liszt-Musikakademie. Ihre wichtigsten Professoren waren Leó Weiner und Arnold Székely. Sie setzte ihr Studium am Konservatorium Leipzig bei Robert Teichmüller und dann am Konservatorium Wien bei Paul Weingarten fort. Nach dem Zweiten Weltkrieg verließ sie Ungarn und siedelte nach Frankreich.
1949 heiratete sie und gebar bald darauf zwei Töchter. Sie unterrichtete an der “Université Musicale Internationale de Paris”. In den 1960er Jahren besuchte sie Ungarn wieder und arbeitete auch als Schauspielerin.